# 入江勉
入江 勉（いりえ つとむ、1948年5月6日 - ）は、兵庫県出身のプロゴルファー。

## 来歴
ゴルフ用品関係の会社を経営する父親の影響で小学校3年からゴルフを始めたが、家にインドアのゴルフ練習場があり、日常の中にゴルフに接する環境があった。
加古川東高校から関西学院大学進学後はゴルフ部に籍を置き、3年次の1969年には日本オープンではベストアマに輝くなど 、学生時代は圧倒的な強さであった。
卒業後は家業を手伝いながらアマチュアとしてプレーし、1970年・1972年・1974年にはアイゼンハワートロフィー日本代表に選出され、1974年は団体2位、個人でも10位と健闘。1972年には日本アマと日本オープンローアマを制するが、同一年に日本アマと日本オープンローアマ制覇は1966年の中部銀次郎以来6年ぶりであった。
サントリーオープンで3日目まで首位タイの位置にいながら最終日に大崩れし、スタートホールで左に引っ掛けてOBを2発打ち、7を叩いて優勝争いから脱落。残りホールは消化試合という感じでプレーしてしまい、そんなゴルフをやってしまった自分自身に後悔が残った。入江は「プロの立場であったら、たとえスタートホールで7つ叩いてしまっても頑張っていたのではないか。アマチュアという立場が甘えにつながったのではないか…」と自問自答し、将来のゴルフ人生のためには中途半端はいけないと、プロ入りを決意。
「アマゴルフ界のプリンス」と呼ばれた入江であったが、1975年にプロ入りする。
1977年の東北クラシックでは初日に68をマークして首位タイでスタートすると、尾崎将司と組んだ2日目には下位からの追い上げを受けながらも、5アンダーとスコアを伸ばし、通算9アンダー135で単独首位に立った。3日目には3番でダブルボギーを叩いてから崩れ、尾崎将と共に青木功と並んでの4位タイに後退。最終日には午前のラウンドが終了した時点で尾崎将と共に優勝争いから脱落し、橘田光弘と並んでの9位タイに終わった。
5年目の1979年にはアジアサーキット・マレーシアオープンで呂西鈞（ 中華民国）に次ぐと同時にロン・ミラノビッチ（ アメリカ合衆国）、陳健振（中華民国）と並ぶ2位タイに入った。東海クラシックでは草壁政治の連覇を阻止して待望の初優勝を飾り、試合後には「シード権がとれたことが嬉しい」と喜びもひとしおであった。
1985年には関西オープンで初日は宮本康弘、3日目には山本善隆・島田幸作ら5人に並ばれるが、最後まで首位を譲らず、山本・井上久雄・杉原輝雄・島田・金山和雄を抑えて優勝 。
2日間の賞金ランク対象外競技であったくずは国際トーナメントでは、パー70のくずは国際CCで11アンダーの「59」を記録。日本ツアーで初めて50台のスコアを出して、デビッド・イシイ（アメリカ）を抑えて優勝 。2日間の内容は、1日目が9バーディ、1イーグルの11アンダーで回り、2日目もパープレーにまとめてのものであった。快晴で風速1.1ｍという絶好のコンディションで、初日の2番パー5で決めた5ｍのイーグルパットが59への始まりとなり、3番で3ｍ、6番で6ｍ、7番1.5ｍ、9番では4ｍのバーディーパットを沈めてアウトは6アンダーの29であった。インでは10番から12、14、16番とひとホールおきにバーディーを奪って迎えた18番パー5は4ｍに3オンし、このパットをきっちり沈めて日本のプロトーナメント史上初めての59が達成された。記者に囲まれた入江はタバコを持つ手が小刻みに震え、観戦していた宮本留吉も「初めてや、50台のゴルフをはじめて見た。入江、カードはちゃんと保存しておけ」と興奮で声を震わせた。4打のリードで翌日の最終日に臨んだ入江はパープレーの70にまとめて逃げ切った。初優勝以来、目立った成績を残せずシード落ちが続いた入江にとって6年ぶりの優勝であったが、初日の終わった夜に家へ「59だった」と電話を入れたところ、当時10歳であった娘は聞き違えて「パパ、59位なの」と返した。アメリカツアーでは1977年のダニー・トーマスメンフィスクラシックで2日目にアル・ガイバーガーがコロニアルCCで59をマークしており、入江が世界で2人目であった。廣野GCにあるJGAゴルフミュージアムには、当時のスコアカードと英字新聞の切り抜きが展示されている。
同年は3日目が台風13号の直撃で中止したKBCオーガスタで倉本昌弘と並んでの9位タイ、日本シリーズでも8位に入る 。
1986年は美津濃オープンで海老原清治と並んでの3位タイ 、ジーン・サラゼン ジュンクラシックでは青木基正・湯原信光・長谷川勝治・イシイ、ブライアン・ジョーンズ（ オーストラリア）、陳志忠（中華民国）と並んでの5位タイに入った。
1987年は静岡オープンで上原宏一・海老原と並んでの5位タイに入ると、日本オープンでは青木功・中嶋常幸・芹澤信雄・藤木三郎・尾崎直道に次ぐ6位と健闘。
1988年のポカリスエットオープンでは新関善美・イシイ、ロジャー・マッカイ（オーストラリア）と並んでの7位タイ、1989年のテーラーメイド瀬戸内海オープンでは小林富士夫と並んでの3位タイ、秋富由利夫とペアを組んだアコムダブルスでは牧野裕&中島正裕ペアと並んでの6位タイに入った。
その後は所属先のオーナーから「素晴らしいコースを作るから、入江君も手伝ってくれないか」と声をかけられたのがきっかけで、1988年にトーナメントプロから身を引き、丹波市のザ・サイプレスゴルフクラブのコース作りに一から参加。実際にコースを目の当たりにして「こんなに素晴らしいゴルフ場は今後日本では二度と作れないだろう」と惚れ込み、オープンした1991年当初は副支配人となったが、2年後の1993年には支配人に就任。2002年5月には預託金返還問題がネックになり、ザ・サイプレスゴルフクラブは特別清算。その後は2003年より、中学時代からプレーしていた名門の西宮カントリー倶楽部支配人に就任。

## 主な優勝
- 1979年 - 東海クラシック
- 1985年 - くずは国際、関西オープン